# His New Job
His New Job, Charlot canvia d'ofici o Charlot debuta és una pel·lícula de cinema nord-americana estrenada l'1 de febrer de 1915 amb direcció, actuació i guió de Charles Chaplin.

## Repartiment
- Charles Chaplin - extra
- Ben Turpin - extra
- Charlotte Mineau - extra
- Leo White - actor, oficial d'húsar
- Robert Bolder - president de l'estudi
- Charles J. Stine - director
- Arthur W. Bats - fuster
- Jess Robbins - operador de càmera
- Agnes Ayres - extra, secretària
- Gloria Swanson - extra, secretària
- Billy Armstrong - extra

## Argument
El vagabund Charlot obté ocupació en un estudi cinematogràfic com a tramoista. Quan un dels actors no hi arriba, el substituïx en la filmació i causa desastres fins que l'acomiaden.

## Crítica
Aquesta pel·lícula rodada a Chicago va ser la primera en la qual Chaplin apareix als crèdits en la pantalla des del començament. En totes les anteriors el seu crèdit no estava en l'original sinó que va ser agregat en còpies posteriors. És també la primera vegada que actua amb ell l'actor Ben Turpin. En algunes escenes Charlot parodia X Bushman, primer actor dramàtic d'Essanay que era l'ídol romàntic del moment. És destacable la utilització escènica que fa Charlot de certs objectes, la sorprenent màgia que li permet prendre un tub acústic, una porta oscil·latòria, i organitzar amb ells multitud de troballes còmiques. Per contrast, altres personatges, el de Ben Turpin per exemple, semblen ninots articulats. Chaplin usa les repeticions com la de la picada d'ullet a l'estàtua o la incursió en l'escenari per a donar-los efectes còmics. L'uniforme militar preanuncia interpretacions d'aquest tipus que vindran en pel·lícules següents (policia, pastor, soldat, etc.) És la primera col·laboració com a operador de càmera de Rollie Tothero, que acompanyarà Chaplin els següents trenta-set anys i és destacable un tràveling de darrere oblic.